# Leitneria floridana
Leitneria floridana là một loài thực vật có hoa trong họ Thanh thất. Loài này được Chapm. mô tả khoa học đầu tiên năm 1860.